# Старый Хечул
Старый Хечул (рум. Heciul Vechi, Хечул Векь) — село в Сынжерейском районе Молдавии. Наряду с сёлами Александрены, Григорешты, Циплешты и Циплетешты входит в состав коммуны Александрены.

## География
Село расположено на высоте 95 метров над уровнем моря.

## Население
По данным переписи населения 2004 года, в селе Хечул Векь проживает 1591 человек (791 мужчина, 800 женщин).
Этнический состав села:
| Национальность | Число жителей | Процентный состав |
| -------------- | ------------- | ----------------- |
| молдаване      | 1573          | 98.87             |
| украинцы       | 7             | 0.44              |
| русские        | 7             | 0.44              |
| румыны         | 4             | 0.25              |
| Всего          | 1591          | 100 %             |